# Broadway Serenade
Broadway Serenade é um filme de drama romântico-musical de 1939 produzido e dirigido por Robert Z. Leonard. O roteiro foi escrito por Charles Lederer, baseado em uma história de Lew Lipton, John Taintor Foote e Hanns Kräly. A trilha sonora é de Herbert Stothart e Edward Ward.

## Elenco
- Jeanette MacDonald como Mary Hale
- Lew Ayres como James Geoffrey 'Jimmy' Seymour
- Ian Hunter como Larry Bryant
- Frank Morgan como Cornelius Collier, Jr.
- Wally Vernon como Joey, the Jinx
- Rita Johnson como Judith 'Judy' Tyrrell
- Virginia Grey como Pearl
- William Gargan como Bill Foster
- Katharine Alexander como Harriet Ingalls
- Al Shean como Herman
- Esther Dale como Sr. Olsen
- Franklin Pangborn como Gene
- E. Alyn Warren como Everett